# Montanoa
Montanoa är ett släkte av korgblommiga växter. Montanoa ingår i familjen korgblommiga växter.

## Bildgalleri

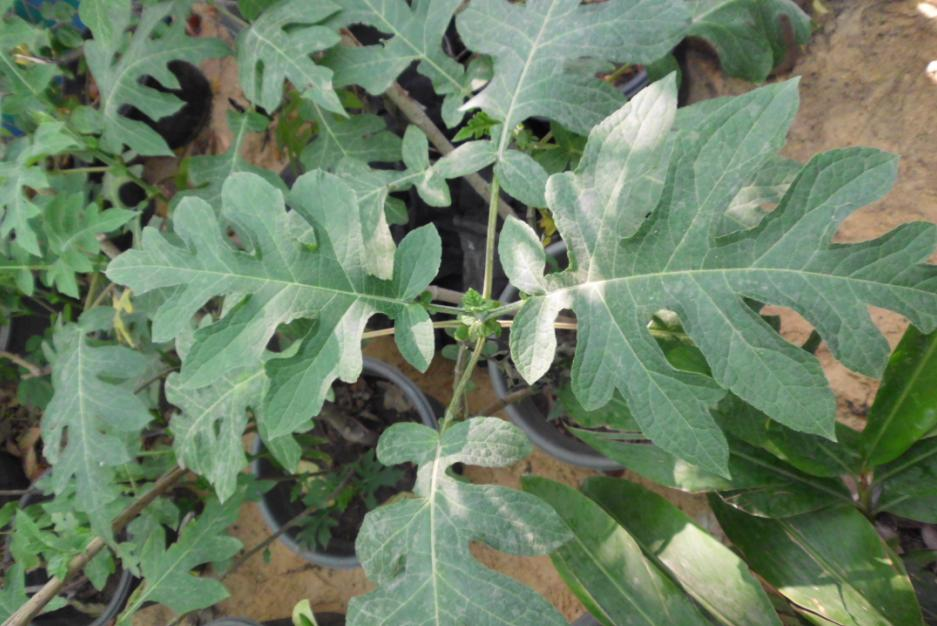
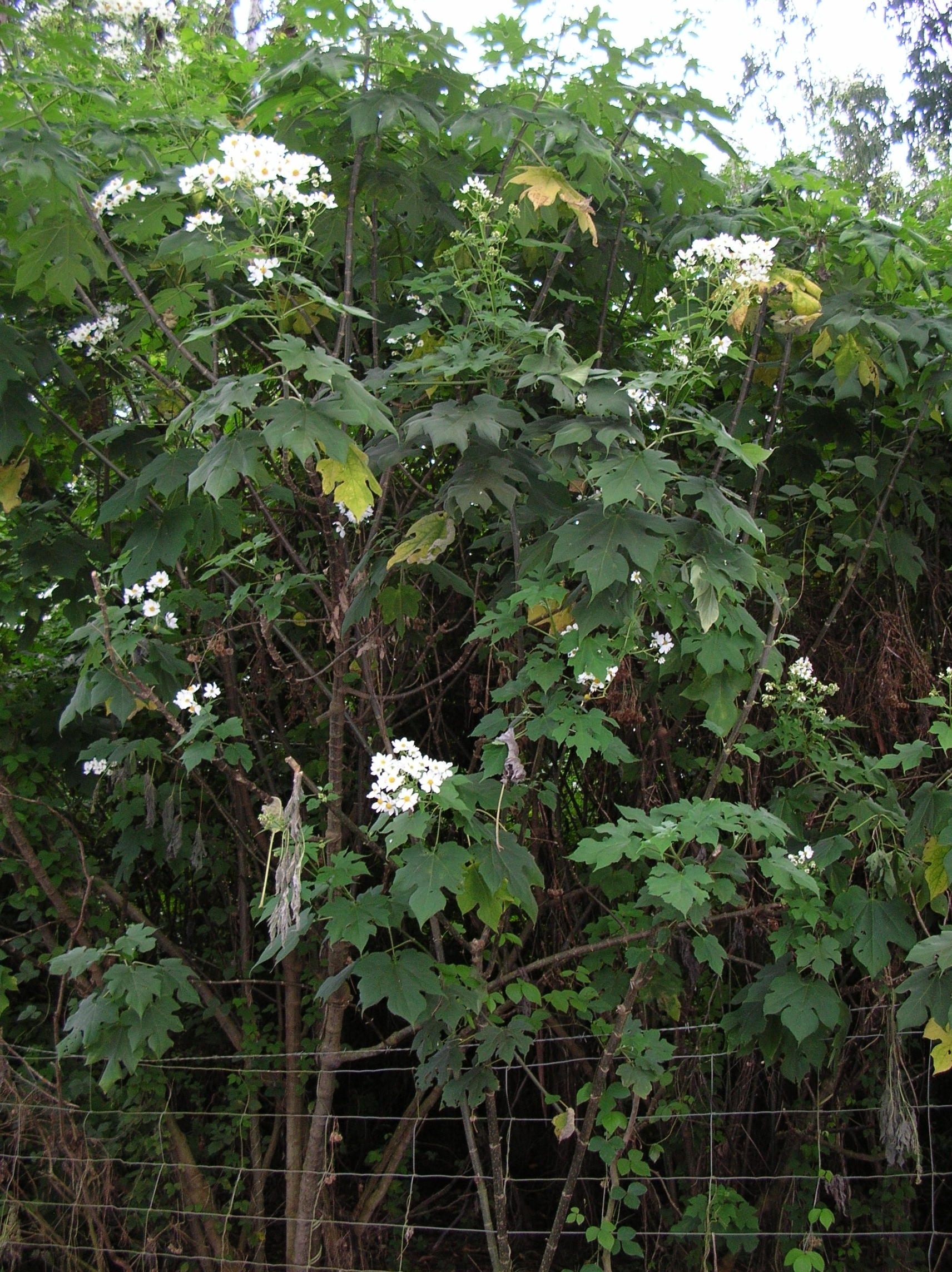
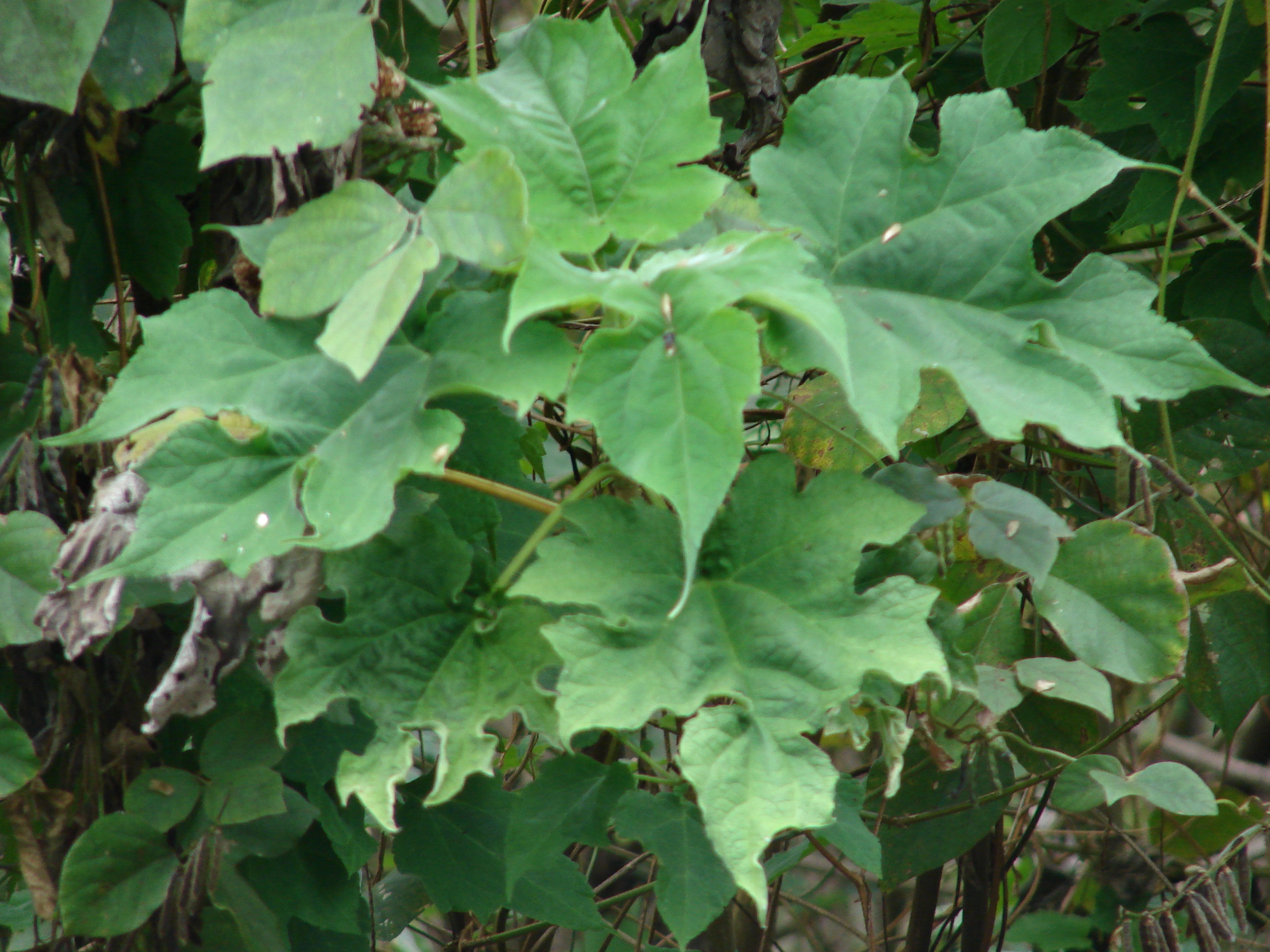
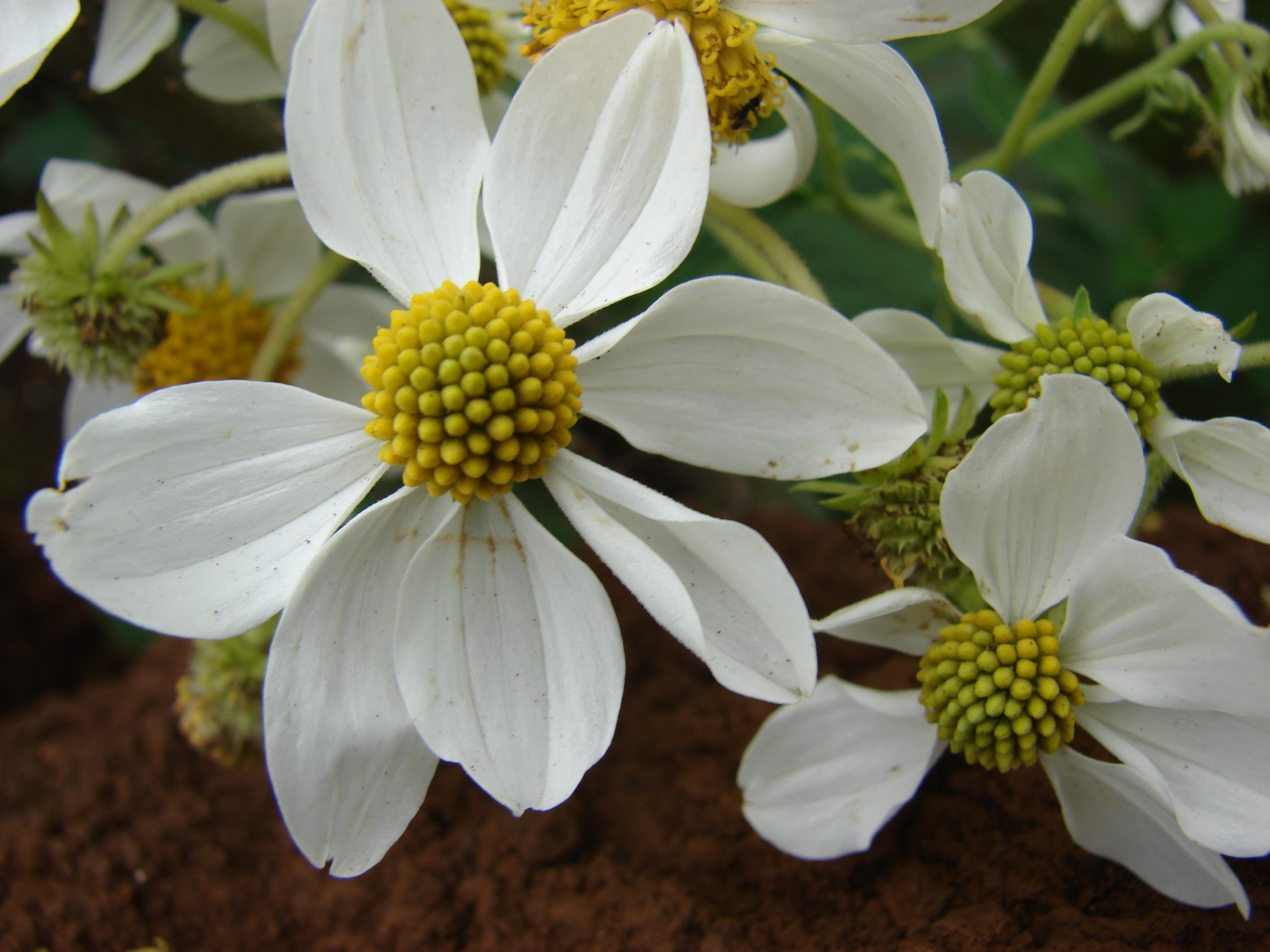

## Dottertaxa tillMontanoa, i alfabetisk ordning[1]
- Montanoa andersonii
- Montanoa aschenbornii
- Montanoa atriplicifolia
- Montanoa auriculata
- Montanoa bipinnatifida
- Montanoa crenata
- Montanoa echinacea
- Montanoa frutescens
- Montanoa gracilis
- Montanoa grandiflora
- Montanoa guatemalensis
- Montanoa hexagona
- Montanoa hibiscifolia
- Montanoa imbricata
- Montanoa josei
- Montanoa karwinskii
- Montanoa laskowskii
- Montanoa lehmannii
- Montanoa leucantha
- Montanoa liebmannii
- Montanoa mollissima
- Montanoa moritziana
- Montanoa olivae
- Montanoa ovalifolia
- Montanoa pittieri
- Montanoa pteropoda
- Montanoa quadrangularis
- Montanoa revealii
- Montanoa rosei
- Montanoa schottii
- Montanoa speciosa
- Montanoa standleyi
- Montanoa ternifolia
- Montanoa tomentosa
- Montanoa triloba
- Montanoa xanthiifolia